# Carbost
Carbost (gaelsky Càrrabost) je obec na západě ostrova Skye ve skotských Vnitřních Hebridách. Carbost, stejně jako celý ostrov Skye, přináleží v rámci Spojeného království do skotské správní oblasti Highland (ve skotské gaelštině Comhairle na Gáidhealtachd). Carbost je známým a turisticky vyhledávaným cílem především kvůli místní palírně whisky značky „Talisker“, pojmenované podle sousedního historického panství a sídla jedné rodové větve klanu MacLeodů.

## Geografie
Carbost se nachází na poloostrově Minginish na jižním břehu mořské zátoky Loch Harport v západní části ostrova Skye. Obcí protéká říčka Carbost Burn, která nedaleko areálu palírny ústí do Loch Harport. Ke Carbostu, charakterizovanému jako „township“ (městys), náleží ještě místní část Merkadale.
Hlavní hřeben pohoří Cuillin je od Carbostu vzdálený vzdušnou čarou přibližně 11 km směrem na jihovýchod.

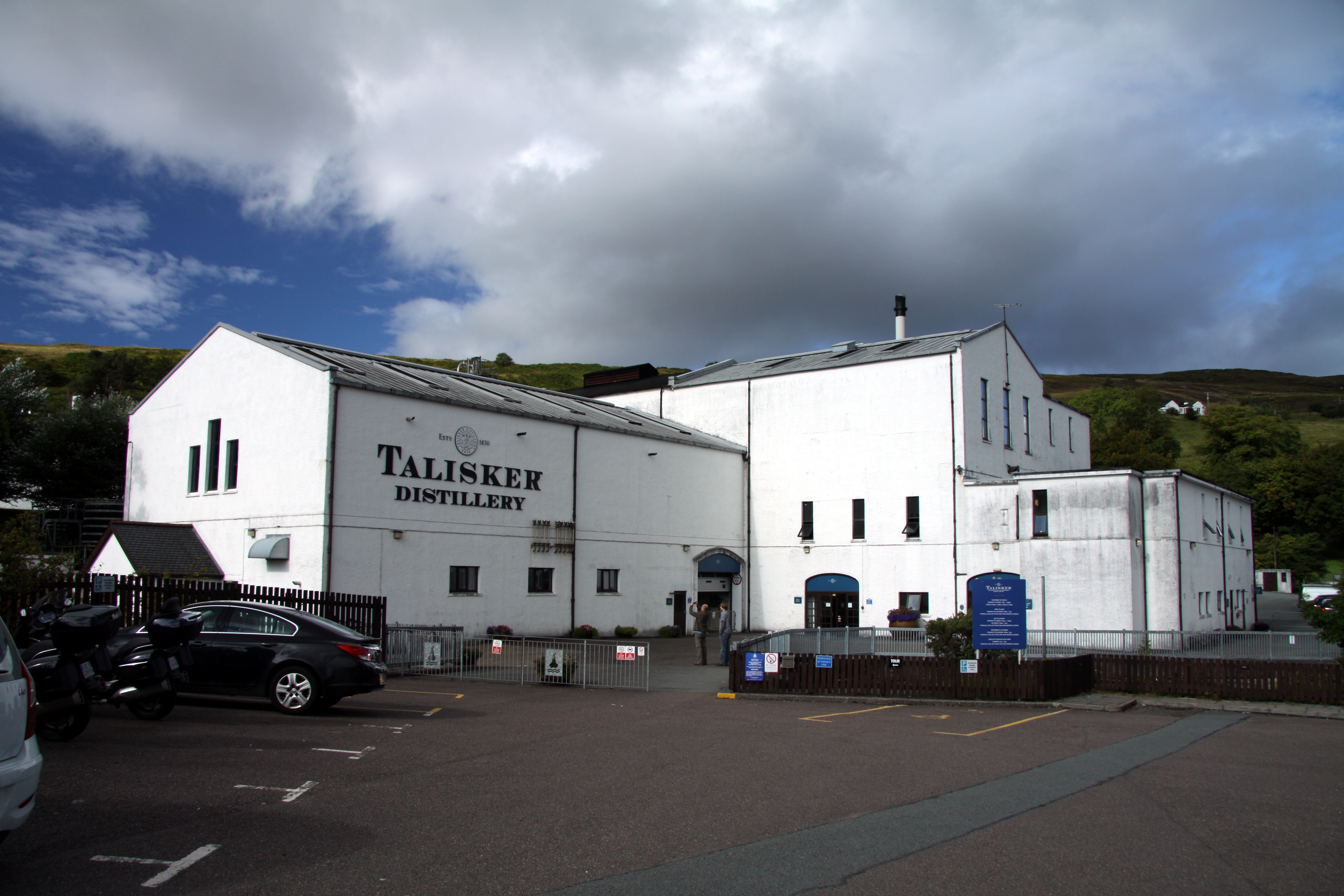
Palírna whisky Talísker

Do Carbostu vede odbočka ze silnice A863, směřující k zámku Dunvegan Castle, sídlu náčelníků klanu MacLeodů. Tato komunikace se u Sligachanu napojuje na hlavní silnici A87, vedoucí z oblasti Skotské vysočiny přes most Skye Bridge až do Portree, správního centra ostrova Skye. Portree a Carbost dělí přibližně 16 km (10 mil).

## Historie
Svědkem historie dávného osídlení této oblastí je stavba z doby železné, broch Dun Merkadale, který se nachází ve stejnojmenné osadě asi 400 metrů jižně od místní silnice, jež vede od odbočky u Drynochu do Carbostu. Vnitřní průměr pozůstatků této oválné kamenné stavby ze suchého zdiva byl 10,8 × 9,0 metrů.
V roce 1825 získal Hugh MacAskill pronájem někdejšího panského sídla MacLeodů Talisker House a o pět let později založil spolu se svým bratrem Kennethem v Carbostu novou palírnu whisky, kterou nazvali podle zmíněného panského sídla Talisker. První budova palírny „Talisker“ byla postavena v roce 1831. Palírna v Carbostu je jedinou palírnou whisky, která se dochovala na ostrově Skye až do 21. století.

## Galerie

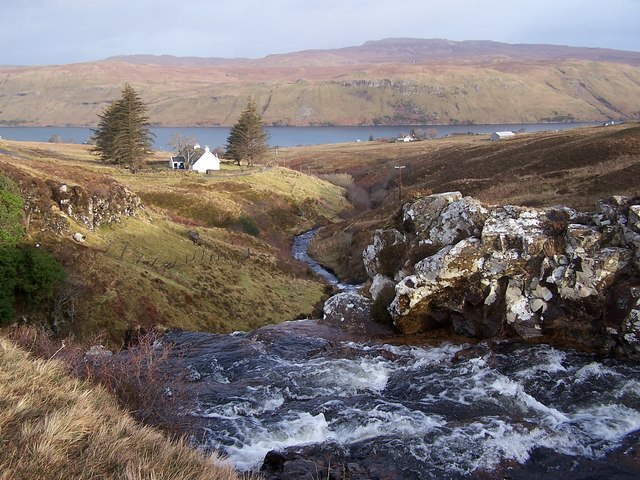
Potok Carbost Burn
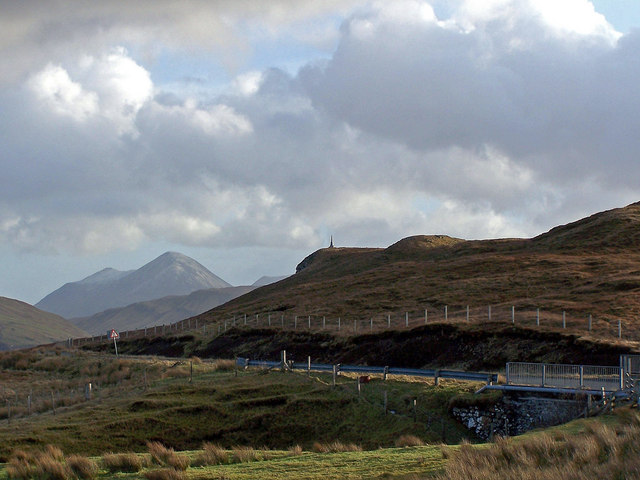
Krajina u Carbostu
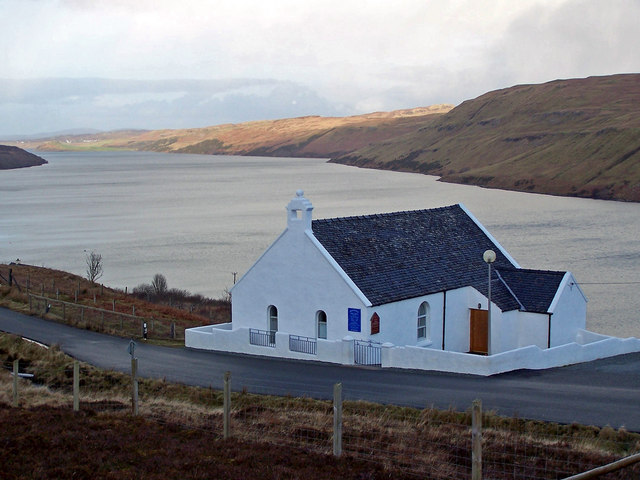
Kostelík v Merkadale na břehu Loch Harport
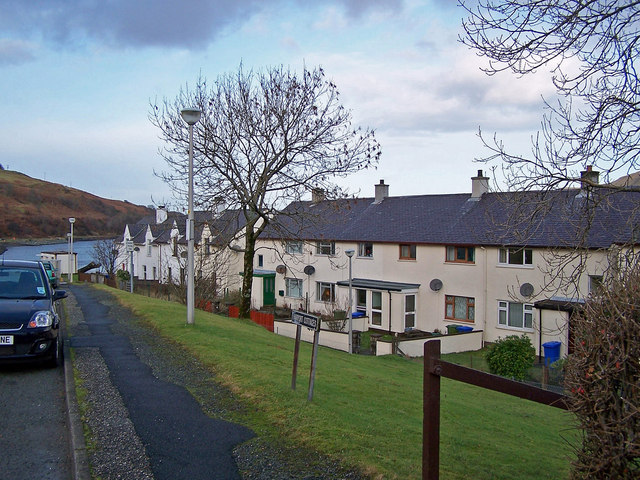
Domy, původně postavené pro zaměstnance palírny
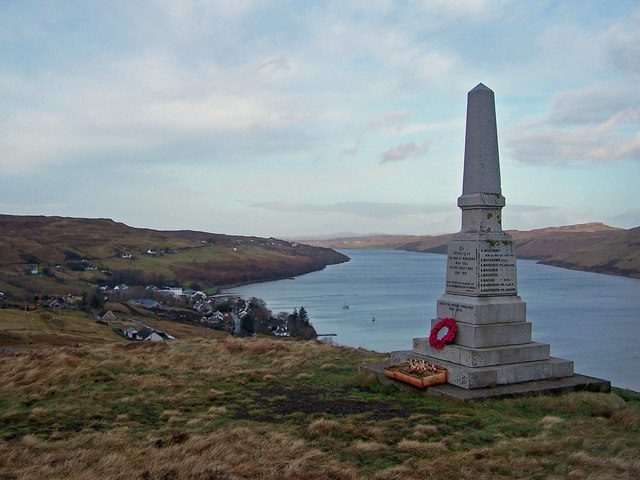
Pomník válečným obětem